# Râul Aluniș, Homorod
Râul Aluniș este un afluent al râului Homorodul Mic. 

## Hărți
- Harta județului Harghita